# Panzerzug General Duchonin
Der Panzerzug General Duchonin (russisch Бронепоезд Генерал Духонін Bronepojesd General Duchonin) (vorher Panzerzug Akold russisch Бронепоезд Акольд Bronepojesd Akold, deutsch: Kalt oder Kühl) war ein Panzerzug der Weißen Armee aus der Zeit des Russischen Bürgerkrieges.

## Geschichte
Im August 1919 gelang es der Armee der Ukrainischen Volksrepublik (ukrainisch Армія Української Народної Республіки Armija Ukrajinskoji Narodnoji Respubliky; kurz: AUNR) und der Ukrainischen galizischen Armee (ukrainisch Українська галицька армія Ukrajinska halyzka armija) unter General Bredow Mykola Emiljowytsch Kiew zu besetzten und bolschewistische Truppen zu vertreiben. Bereits im September wurden in den Hauptwerkstätten der Kiewer Eisenbahn mehrere neue Panzerzüge gebaut. Neben dem Panzerzug Doblest Witjasja wurde am 17. September der Panzerzug Akold an die Truppen der Streitkräfte Südrusslands übergeben. Ende Dezember 1919 wurde der Panzerzug Akold in Panzerzug General Duchonin umbenannt, zu Ehren des ehemaligen Oberbefehlshaber der Kaiserlich Russischen Armee, General Nikolai Nikolajewitsch Duchonin.

## Technische Daten

### Lokomotive
Der Panzerzug General Duchonin verfügte über eine vollständige gepanzerte Dampflokomotive.

### Artilleriewagen
Der Panzerzug General Duchonin war mit drei Artilleriewagen ausgerüstet. Einer dieser Wagen besaß ein Geschütz, während die beiden anderen mit zwei Geschützen ausgestattet waren. Für die Nahverteidigung gab es auf den Wagen mehrere Maschinengewehre.

### Flakwagen
Ein weiterer Wagen des Panzerzuges war teilweise gepanzert und verfügte über einen Flakscheinwerfer.

## Einsatz
Der Panzerzug Akold wurde der 3. Panzerzugdivision zugeteilt und ab November 1919 bei der Verteidigung von Kiew gegen bolschewistische Truppen eingesetzt. Hauptaufgabe war dabei die Sicherung und Verteidigung der Eisenbahnbrücken. Dabei wurden zwei Artilleriewagen beschädigt und mussten zurückgelassen werden, welche durch die bolschewistische Truppen erbeutet wurden. Auf Befehl des Kommandanten des Einsatzbereiches, Oberst Udovichenko, wurde der Panzerzug am 3. Dezember zum Bahnhof Pist Wolynskij am westlichen Rand von Kiew geschickt. Am nächsten Tag kam es zu einem Gefecht, in dem der Panzerzug Akold und der Panzerzug Doblest Witjasja gegen zwei bolschewistische Panzerzüge kämpften. Durch gezielten und anhaltenden Beschuss konnten die gegnerischen Panzerzüge zum Rückzug gezwungen werden.
Trotz dieser Erfolge zog sich der, mittlerweile umbenannte, Panzerzug General Duchonin über Bojarka und Fastiw zur Reparatur nach Schmerynka zurück. Da eine Verbindung mit den Hauptkräften der Freiwilligenarmee abgeschnitten war, mussten sich alle weißen Truppen der Ukraine am rechten Ufer des Dnepr nach Odessa zurückziehen. Von dort sollten sie mit einem Dampfschiff auf die Halbinsel Krim transportiert werden, um sich dort mit der Wrangel-Armee zu vereinen. Da dieser Plan jedoch aufgrund des Mangels an Kohle vor Ort nicht umgesetzt werden konnte, entschied man sich nach Rumänien zu fahren und von dort auf dem Seeweg die Krim zu erreichen. Als sich die Armee dem Dnister bei Tiraspol näherte, wurde sie durch rumänisches Maschinengewehrfeuer beschossen. Da es für die den Panzerzug General Duchonin weder vor noch zurück ging, musste er dort, wie viele weitere Panzerzüge, aufgegeben und zurückgelassen werden.

## Zugpersonal
- Panzerzugkommandant
  - Hauptmann Dolhopolowa
  - Hauptmann Kolesnikow